# Покровка (Борский район)
Покровка — село в Борском районе Самарской области России. Входит в состав сельского поселения Гвардейцы.

## География
Село находится в восточной части Самарской области, в степной зоне, на берегах реки Безымянки, на расстоянии примерно 15 километров (по прямой) к юго-западу от села Борского, административного центра района. Абсолютная высота — 65 метров над уровнем моря.
Климат
Климат характеризуется как резко континентальный, с морозной малоснежной зимой и жарким сухим летом. Средняя температура воздуха самого тёплого месяца (июля) — 21 °C; самого холодного (января) — −14 °C. Среднегодовое количество атмосферных осадков составляет 350 мм.
Часовой пояс
Село Покровка, как и вся Самарская область, находится в часовой зоне МСК+1. Смещение применяемого времени относительно UTC составляет +4:00.

## Население
| 2010 |
| ---- |
| 232  |

Половой состав
По данным Всероссийской переписи населения 2010 года в гендерной структуре населения мужчины составляли 43,5 %, женщины — соответственно 56,5 %.
Национальный состав
Согласно результатам переписи 2002 года, в национальной структуре населения русские составляли 99 % из 275 чел.